# Keetia foetida
Keetia foetida là một loài thực vật có hoa trong họ Thiến thảo. Loài này được (Hiern) Bridson mô tả khoa học đầu tiên năm 1986.